# 埃利普索伊德山
77°48′S 163°50′E / 77.800°S 163.833°E
埃利普索伊德山（英語：Ellipsoid Hill）是南極洲的山峰，位於維多利亞地的斯科特海岸，在布盧冰川以北，處於斯菲羅伊德山和吉奧伊德冰川之間，海拔高度1,130米。